# Pūpūkea

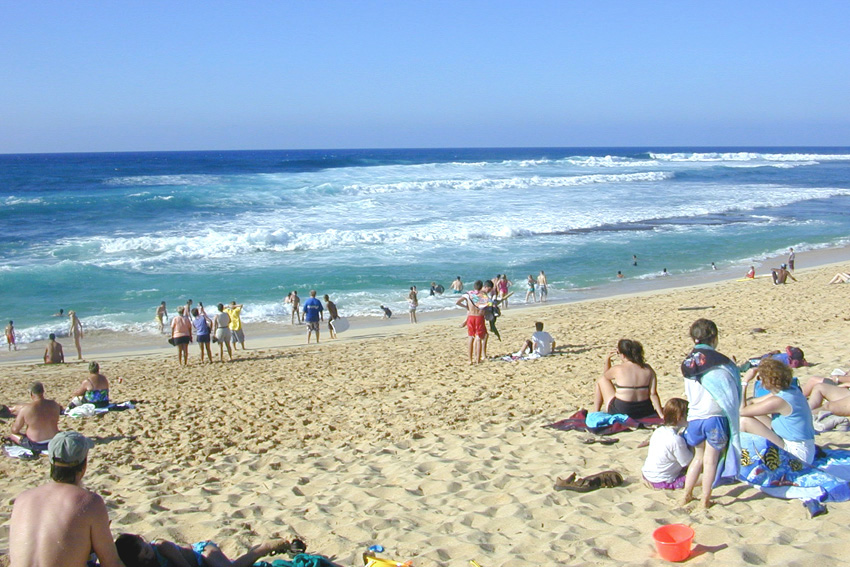
Sunset Beach im Sunset Beach Park an der Nordküste von Oʻahu

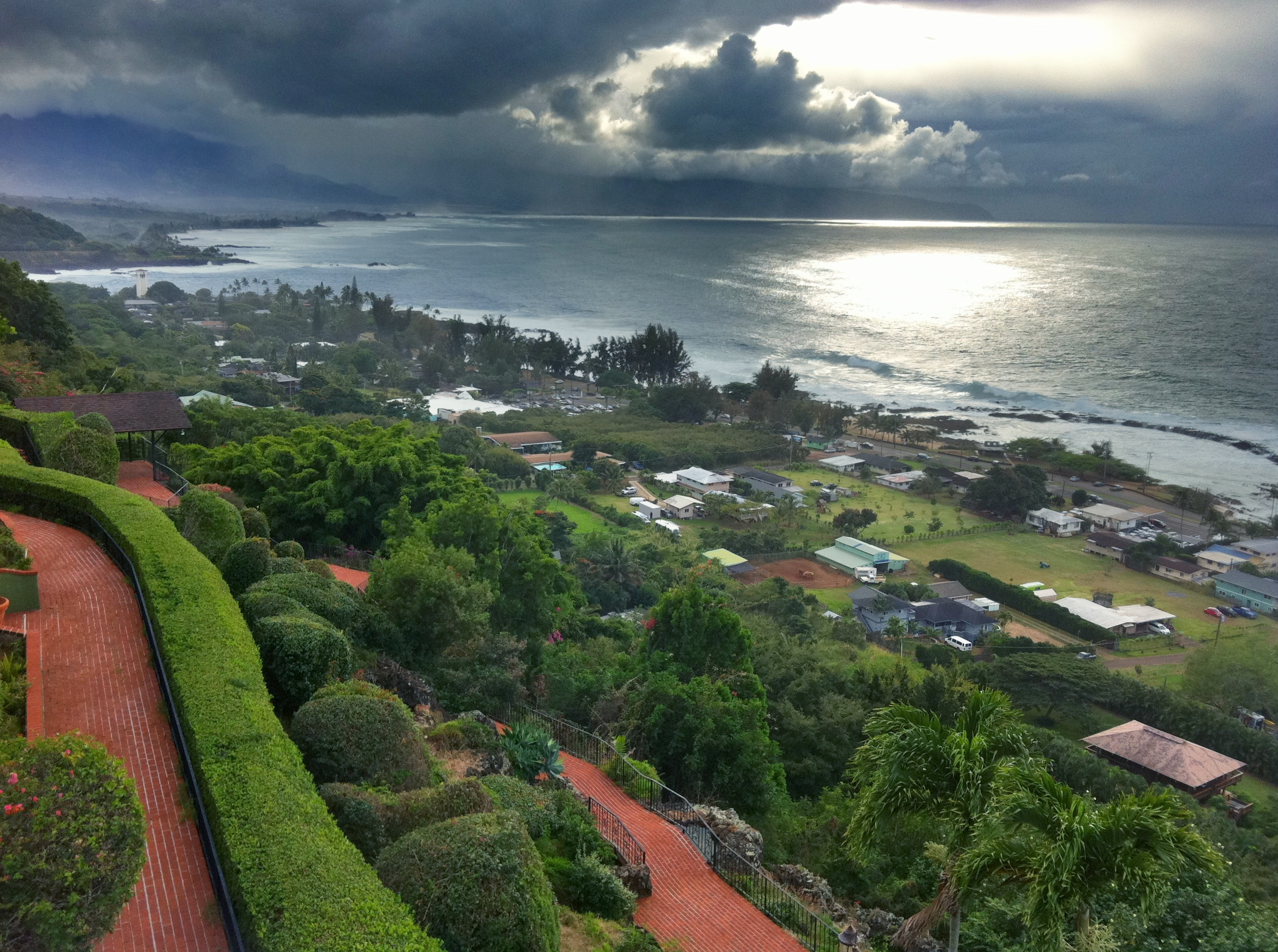
Blick auf den Küstenstreifen von Pūpūkea vom Sullivan-Estate

Pūpūkea (von hawaiisch pūpūkea ‚Weiße Muschel‘) in Hawaiʻi ist eine Ortschaft an der North Shore der Insel Oʻahu mit 5130 Einwohnern. Sie gehört zum Honolulu County. Die Stadt Honolulu ist ungefähr 70 km entfernt.

## Allgemeines
Pūpūkea ist ein beliebter Wohn- und Urlaubsort und wird besonders im Winter von zahlreichen Besuchern und Einheimischen zum Wellenreiten, im Sommer von Tauchern und Badegästen besucht. Die Wohngegenden von Pūpūkea befinden sich an einem 100 bis 200 Meter schmalen Küstenstreifen vom Sunset Beach bis  zum Waimea Beach Park und im hügeligen Hinterland. Die meisten Buchten und Strände stehen seit 1983 unter Naturschutz.
Obwohl Pūpūkea keine selbstverwaltete Verwaltungseinheit ist, wird sie als sogenannter Census-designated place von der Volkszählungsbehörde statistisch erfasst.
Pūpūkea gilt postalisch als Ortsteil von Haleʻiwa mit derselben Postleitzahl 96712.
Entlang der Küste führt der Kamehameha Highway (Staatsstraße 83). Gleich daneben befindet sich am westlichen Ortseingang die St.-Peter-und-Paul-Kirche, deren ungewöhnlicher Kirchturm zu den Wahrzeichen der North Shore gehört. An dieser Stelle befand sich Anfang der 1930er Jahre ein Steinbruch, in dem Gestein für den Bau des Highways von Waimea nach Kahuku abgebaut wurde. 1953 wandelte die katholische Mission die Geräteschuppen in eine Kirche und das hohe, rechteckige Lagersilo für Kies der stillgelegten Anlage in einen Kirchturm um.

## Geographie

Lage von Pūpūkea

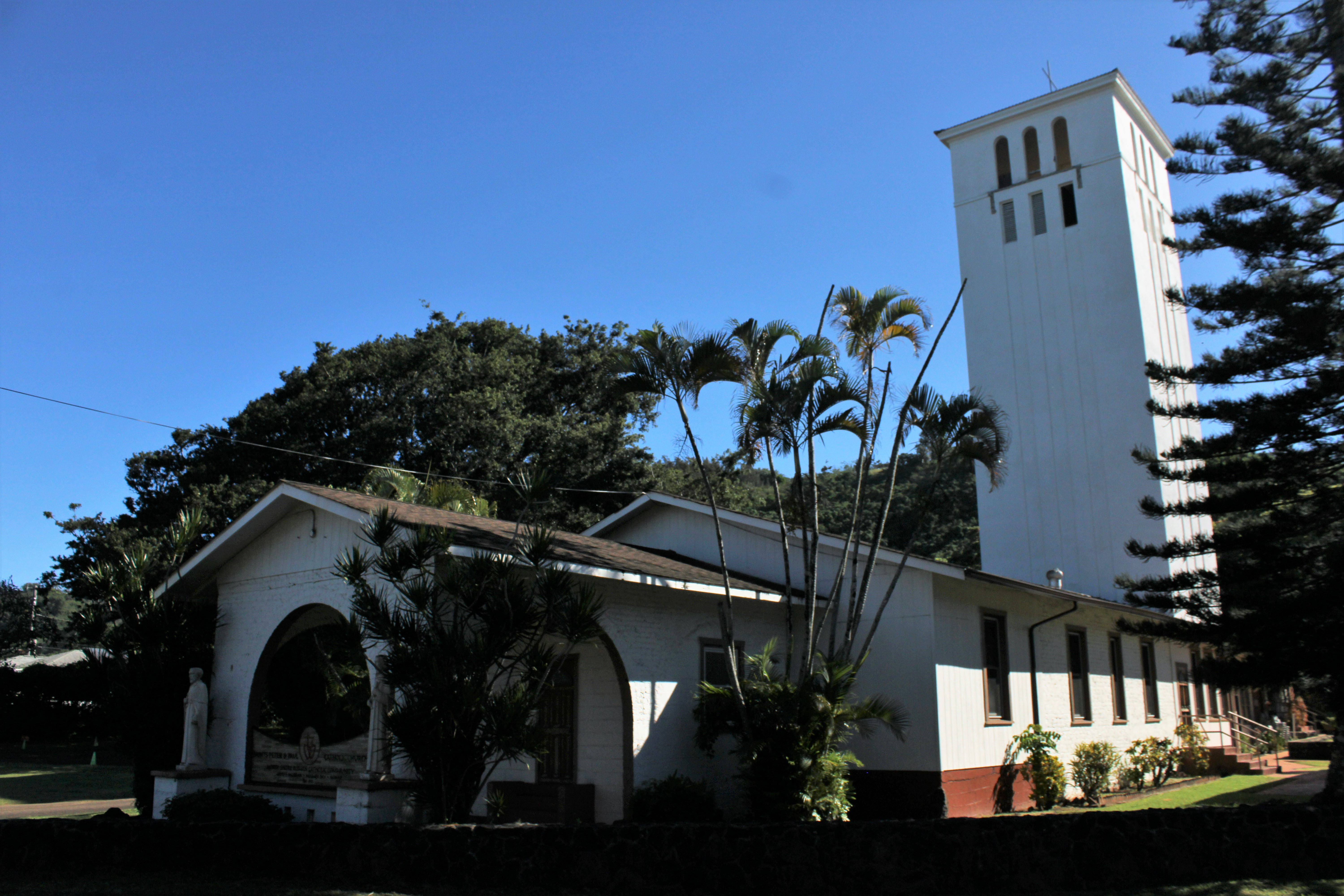
Sankt-Peter-und-Paul-Kirche

Pūpūkea liegt im Bezirk Koʻolauloa westlich bis südwestlich um die Kawela Bay und nordöstlich von Haleʻiwa. Der Küstenabschnitt liegt nur wenige Meter über Null und wird im Winter an mancher Stelle von hohen Wellen überspült, die auch einige Häuser direkt am Strand bedrohen.
Im Winter 2022 ließ die Erosion nahe Sunset Beach bereits das erste Einfamilienhaus an der Uferkante abrutschen. Manche Anwohner versuchen ihre Häuser durch illegale Sandaufschüttungen zu schützen. Nach Expertenmeinung ist das jedoch nur eine sehr kurzfristige Lösung und die Strafen sind sehr hoch.
Das hügelige Wohngebiet steigt von den Klippen in 60 Meter Höhe bis zu 244 Meter am östlichen Ende der Pūpūkea Road an. Der größte Teil liegt auf einer Höhe von 122 bis 183 Metern. Das gesamte hügelige Siedlungsgebiet von Pūpūkea ist nur über eine passartige Straße, der Pūpūkea Road, zu erreichen.
Das Territorium der Gemeinde umfasst eine Fläche von 15,8 km², welche sich auf 8,8 km² Landflächen  und 7,0 km² Wasserflächen aufteilen. Der hohe Anteil von 44,17 % Wasser kann nur dadurch erklärt werden, dass unüblicherweise ein Teil des Pazifik (wohl Waimea Bay) mit eingerechnet wurde.

## Meteorologie
Das Wasser ist nie kälter als 21 Grad, der Wind bläst konstant mit rund 6 Beaufort. Im Sommer ist das Wasser klar und ruhig. Die Winterstürme des Nordpazifik verursachen jedoch bis über 5 Meter hohen Welle, die einige Tage vorhergesagt werden können.
Die durchschnittliche Niederschlagsmenge ist hier mit 1389 mm an 247 Tagen im Jahr um ein Vielfaches höher als in Honolulu, wo es an 89 Tagen nur 434 mm Niederschlag gibt.

## Demographie
Im Jahr 2020 zählte Pūpūkea 5130 Einwohner, die sich zusammensetzten aus: 72,5 % Weiße, 12,4 % Asiaten, 12 % gemischtrassig, 2,6 % Hawaiier oder andere Polynesier, 2,2 % Hispanics und 0,5 % Schwarze. Im Vergleich dazu hatte der Ort im Jahr 2010 4551 Einwohner, die ihre Rasse wie folgt angaben: 59,5 % „Weiß“, 20,3 % zwei oder mehr Rassen, 12,0 % Asiaten, 5,0 % Hawaiier und pazifische Inseleinwohner, 2,2 % „andere Rassen“, 0,6 % „Schwarz“ oder „Afroamerikaner“, 0,4 % „Amerikanische Ureinwohner“. 8,8 % der Bevölkerung waren rasseunabhängig Hispanics oder Latinos.

### Einkommen
Im Jahr 2016 lag das geschätzte mittlere Einkommen pro Haushalt bei 101.146 $. Männer hatten ein geschätztes mittleres Einkommen von 51.987 $, Frauen von 52.500 $. Das geschätzte Pro-Kopf-Einkommen beträgt 2019 42.157 $. 6,6 % der Einwohner lebten unter der Armutsgrenze. Die Arbeitslosenquote liegt 2019 bei 2,1 %.

### Wohnungsmarkt
59,4 % der Einwohner von Pūpūkea wohnen zur Miete, 40,6 % im eigenen Haus. Der mittlere Preis eines Einfamilienhauses im Ort liegt 2019 bei 1.000.700 US-Dollar (auf Oʻahu bei 835.000 US-Dollar), die mittlere Miete bei 2066 US-Dollar pro Monat. Das teuerste Anwesen im Ort ist das 1962 von Foodland-Gründer Maurice Sullivan errichtete Sullivan Estate. Es wurde 2019 für 17,8 Mio. US-Dollar angeboten.

## Tourismus

### Wellenreiten

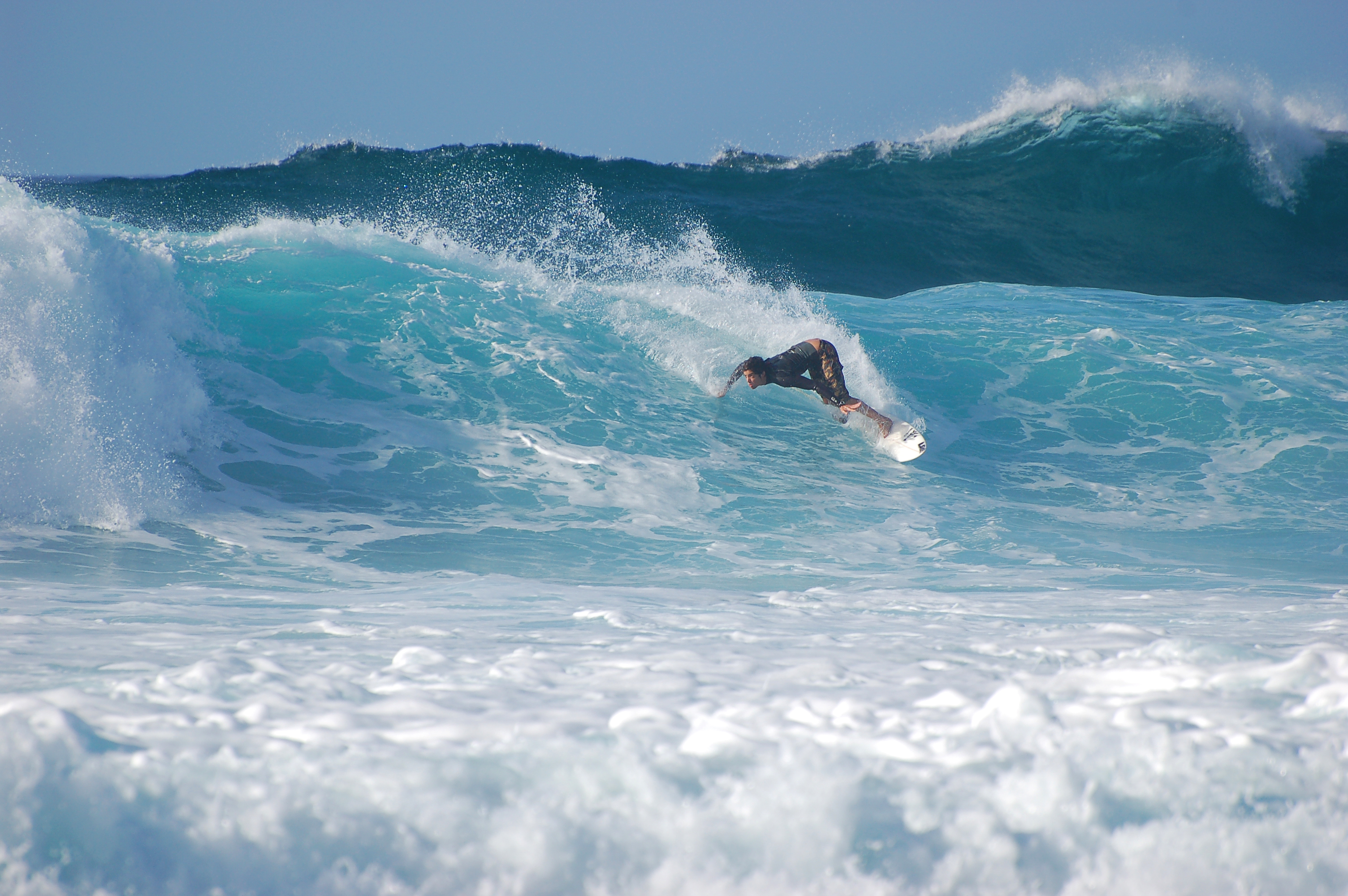
Surfer an der Banzai Pipeline

Oʻahu und die anderen Inseln Hawaiʻis beherbergen als Mutterland des Wellenreitens weltweit die besten Strände und Bedingungen zum Surfen. Die Hauptsaison fürs Wellenreiten sind aber vor allem die Wintermonate.
In Pūpūkea befinden sich einige der besten Surf-Spots, wie  Banzai-Pipeline, Sunset Beach und den ersten richtigen „Big-Wave-Spot“ in Waimea Bay. Dort wurde die Fernsehserie „Lost“ gedreht. Die Strände sind nur für sehr erfahrene Surfer geeignet. Hier und in naher Umgebung finden die weltweit bedeutendsten Surfveranstaltungen statt:
- Triple Crown of Surfing an der  Nordküste Oahus im November
- Billabong Pipe Masters an der Banzai Pipeline im Dezember
- Morey Bodyboards Worldchampionship an der Nordküste Oahus im Januar

### Tauchen / Schnorcheln

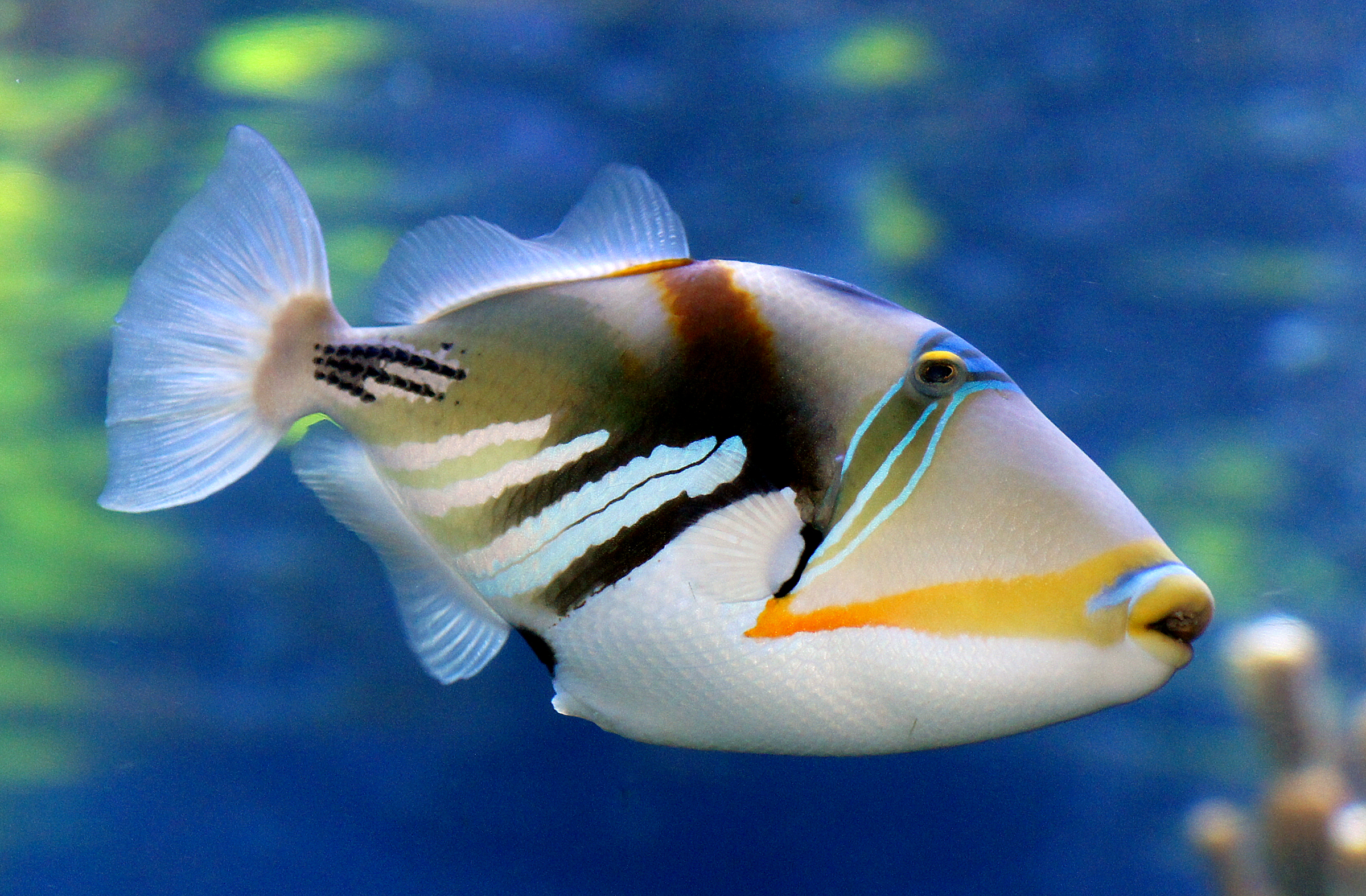
Hawaiis Staatsfisch Humuhumunukunukuāpua‘a

Die große Artenvielfalt in den unter Naturschutz stehenden Meeresgebieten macht die Küste vor Pūpūkea zum beliebten Tauchgebiet. Bekannte Tauch- und Schnorchelplätze sind Three Tables und Sharks Cove im Pūpūkea Beach Park. Hier findet man auch Hawaiis offiziellen Staatsfisch, den Humuhumunukunukuāpua‘a.

### Wandern / Mountainbiking
Im Pūpūkea-Paumalu Forstreservat in den Hügeln hinter dem Sunset Beach gibt es ein Labyrinth an gut gekennzeichneten Wegen zum Wandern und Mountainbiking in zum Teil dschungelartiger Umgebung mit Aussichtspunkten an den Klippen auf die verschiedenen Strände. Für Mountainbiker gibt es Jumps und Rampen für jeden Schwierigkeitsgrad, bei denen es auch schon tödliche Unfälle gab.

### Kultstätte
In den Hügeln am westlichen Rand von Pūpūkea nahe dem Waimea Beach Park befindet sich am Puʻu O Mahuka Heiau Historic Site der größte alte hawaiische Tempel (Heiau) von Oʻahu mit einer Fläche von 8000 m² (fast 2 acres). Er wurde im 17. Jahrhundert erbaut und diente vermutlich als Opfertempel, an dem auch Menschen geopfert wurden. Er ist über einen Abzweig von der Pūpūkea Road erreichbar.

## Infrastruktur
Am Kamehameha Highway gibt es die Sunset Beach Fire Station, eine von drei Feuerwehrstationen an der North Shore. Sie ist auch für die Seerettung an der Nordküste verantwortlich. Gegenüber befindet sich ein Foodland-Supermarkt und eine Starbucks-Filiale. Ebenfalls am Kamehameha-Highway liegt die Sunset Beach Elementary School. Es gibt im Ort nur sehr wenige Restaurants, dafür einige Foodtrucks. Der Highway und die Straßen im Ort haben keinen Bürgersteig.

## Söhne und Töchter des Ortes
- Don Muraco (* 1949), Wrestler
- John John Florence (* 1992), Surfer[21]